# Speziallager Nr. 8 und Nr. 10 Torgau

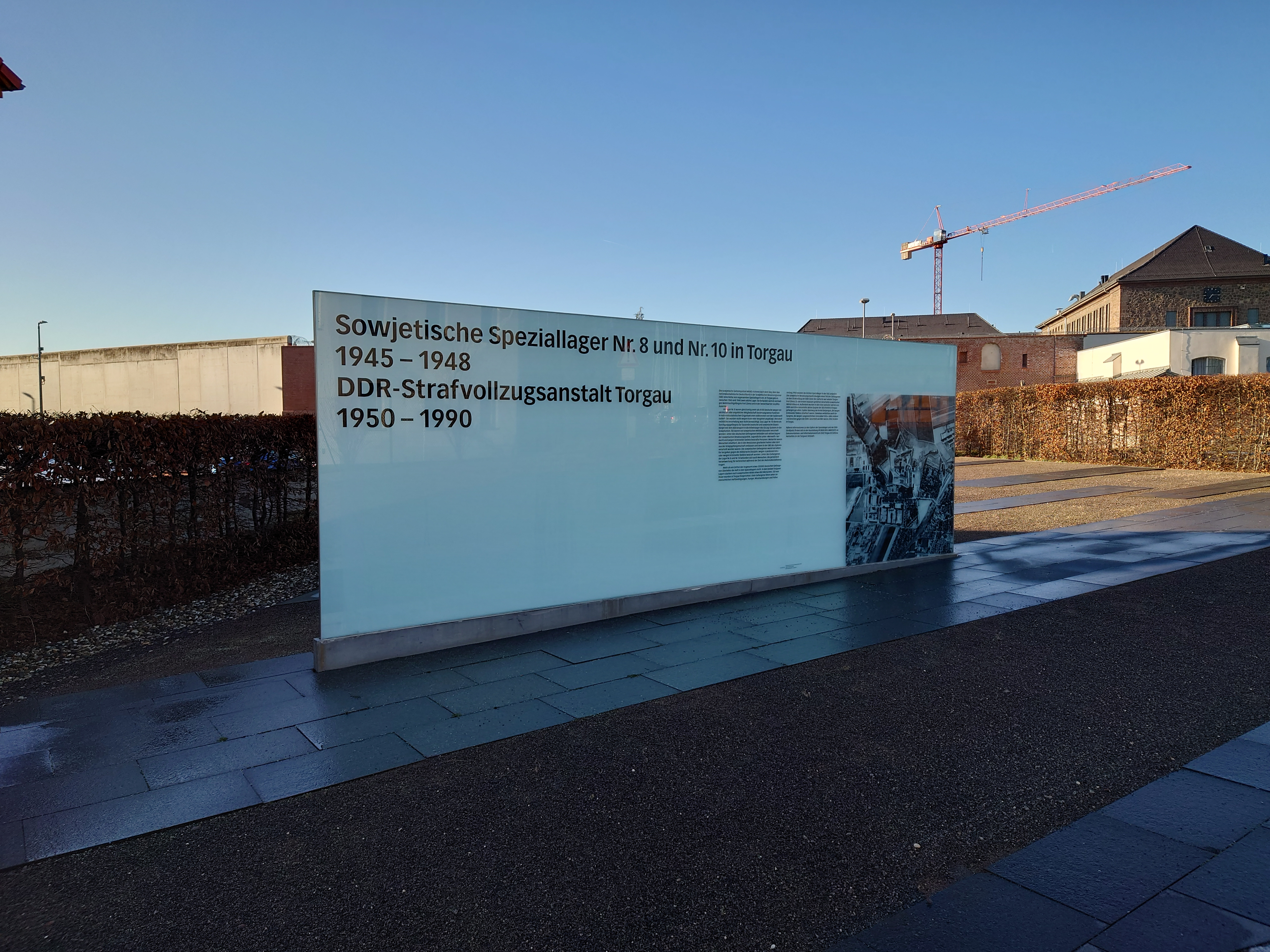
Gedenkstätte Sowjetische Speziallager Nr.8 und Nr.10 Torgau

Das Speziallager Nr. 8 Torgau (Fort Zinna und Seydlitzkaserne) und das Speziallager Nr. 10 Torgau (Fort Zinna) waren zwei Speziallager der sowjetischen Besatzungsmacht in Torgau an der Elbe in der damaligen Provinz Sachsen. Sie existierten zwischen September 1945 und Oktober 1948.

## Geschichte
Das Fort Zinna ist ein weitgehend erhaltenes Fort, also ein baulich unabhängiger Teil der frühneuzeitlichen Festungsanlagen der Stadt Torgau. Benannt nach dem etwa drei Kilometer westlich Torgaus gelegenen Dorf Zinna, befindet sich das Fort heute innerhalb der Stadtgrenzen. Seit Mitte des 19. Jahrhunderts bis 1919 diente die Festung als preußisches Militärgefängnis, wurde bis 1936 als zivile Haftanstalt genutzt und wurde 1936 wieder Militärgefängnis, das Wehrmachtgefängnis Torgau.
Ab September 1945 betrieb der NKWD im Fort Zinna (⊙) das Speziallager Nr. 8.
Dieses Lager ging aus dem vorher existierenden NKWD-Speziallager Nr. 8 in Schneidemühl (polnisch: Piła) hervor. Im Lager Schneidemühl befanden sich am 26. Mai 1945 bereits 4385 Gefangene, die zur Zwangsarbeit in die Sowjetunion deportiert werden sollten.
Im Speziallager Nr. 8 in Torgau wurden ohne Urteil vor allem Mitglieder oder Funktionsträger der NSDAP oder nationalsozialistischer Organisationen interniert. Als Internierungsgrund reichte den verhaftenden Operativgruppen des NKWD und anderer sowjetischer Sicherheitsorgane die bloße Mitgliedschaft in einer Organisation oder eine Denunziation aus; konkrete Tatvorwürfe waren selten. Unter den bis dahin etwa 7500 Internierten befanden sich auch mehrere hundert Kriegsgefangene.
Zwischen März und Mai 1946 wurde das Speziallager Nr. 8 in die nahegelegene Seydlitz-Kaserne (⊙) verlegt und dort bis zum 24. März 1947 weiterbetrieben. Im Dezember 1946 und im Januar 1947 wurden die inzwischen rund 12.000 Insassen des Speziallagers Nr. 8 in die Speziallager Nr. 1 Mühlberg (2.200) und Nr. 2 Buchenwald (9.900) gebracht.
Am 14. Mai 1946 wurde das NKWD-Gefängnis Nr. 7 aus Frankfurt (Oder) nach Torgau in das eigens geräumte Fort Zinna verlegt. Im Juni 1946 erhielt es die Bezeichnung „Speziallager Nr. 10“. Dort wurden seit Herbst 1946 vor allem sowjetische Staatsangehörige, die von Sowjetischen Militär-Tribunalen (SMT) verurteilt worden und für die Deportation in die Zwangsarbeitslagerkomplexe der UdSSR vorgesehen waren, vor ihrem Abtransport gefangen gehalten. Das Speziallager Nr. 10 im Fort Zinna wurde im Oktober 1948 geschlossen.
In drei Jahren starben in Torgau etwa 800 Gefangene. Mehrere Tausend Internierte wurden zur Zwangsarbeit in die Sowjetunion deportiert.
Während des Bestehens der DDR-Justiz wurde Fort Zinna als Zuchthaus bzw. Haftanstalt genutzt. Nach 1990 wurde diese in die Justizvollzugsanstalt Torgau des Freistaats Sachsen umgewandelt.
Der Erinnerungsort Torgau (vormals Dokumentations- und Informationszentrum Torgau (DIZ)) betreibt seit 1996 zusammen mit der Stiftung Sächsische Gedenkstätten im Schloss Hartenfels eine Dauerausstellung über die beiden sowjetischen Speziallager. Aufgrund der mehrschichtigen Vergangenheit des historischen Orts kam es in der Vergangenheit in Torgau immer wieder zu Kontroversen über die Formen des Gedenkens.

## Bekannte Internierte der Speziallager Torgau
- Otto Baer (1880–1947), Farbenfabrikant
- Werner Frauendienst (1901–1966), NS-Historiker, Archivar
- Ulrich von Fresenius (1888–1962), Bürgermeister von Wernigerode
- Stella Goldschlag (1922–1994), Gestapo-Kollaborateurin
- Paul Grimm (1907–1993), Prähistoriker und Archäologe
- Georg Krausz (1894–1973), kommunistischer Journalist, in der Zeit des Nationalsozialismus KZ-Häftling
- Rudolf Schaper (1881–1945), Abgeordneter im nationalsozialistischen Reichstag; † 22. Dezember 1945
- Curt von Ulrich (1876–1946), 1934–1944 Oberpräsident der preußischen Provinz Sachsen; † 2. Februar 1946
- Friedrich Unteutsch (1891–1947), Landrat des Kreises Eisenach